# Heinrich von Pack der Ältere
Heinrich von Pack der Ältere (* 1504 in Döbernitz; † 3. Juni 1554 in Cottbus) war ein brandenburgischer Amtshauptmann in Cottbus und Peitz sowie sächsischer Rittergutsbesitzer, der auch durch sein Epitaph in der Stadtkirche von Cottbus bekannt wurde.

## Leben
Er entstammte der Adelsfamilie von Pack. Spätestens im November 1535 trat er als Rat und Vermittler in den Dienst der Nachkommen des verstorbenen Kurfürsten Joachim I. von Brandenburg, die sich um das Erbe des verstorbenen Vaters stritten. Pack schlichtete die Erbauseinandersetzungen und wurde auch später häufig zur Klärung juristischer Fragen herangezogen. Als Dank erhielt er 1543 für 8.000 Joachimstaler wiederkäuflich Stadt und Amt Sommerfeld.
Seine Beisetzung fand 1554 in der Stadtkirche von Delitzsch statt. Für ihn wurde ein heute noch erhaltenes Epitaph geschaffen.
Heinrich von Pack der Jüngere ist sein Sohn und Erbfolger, der zunächst bis zum Erreichen des 21. Lebensjahres unter Vormundschaft stand.